# L'Homme à la caméra
Pour plus de détails, voir Fiche technique et Distribution.
L'Homme à la caméra (en russe : Человек с киноаппаратом,  Chelovek s kinoapparatom) est un film expérimental soviétique écrit et réalisé par Dziga Vertov, sorti en 1929.

## Synopsis
L'Homme à la caméra poursuit l'expérimentation de Vertov, de son frère et de sa femme avec la technique du ciné-œil, destinée à démontrer les vastes possibilités du langage cinématographique, fondamentalement différentes de celles de la littérature et du théâtre. Vertov était convaincu que la technologie cinématographique moderne était capable de capturer les processus qui restaient en dehors du champ de la vision humaine. Il voyait dans le montage et le « brassage » rythmique des images filmées un outil d'analyse approfondie de la réalité quotidienne.
Au début du film, l'auteur donne cette présentation :
« Вниманию зрителей: настоящий фильм представляет собой опыт кинопередачи видимых явлений. Без помощи надписей (Фильм без надписей), без помощи сценария (Фильм без сценария), без помощи театра (Фильм без декораций, актёров и т. д.). Эта экспериментальная работа направлена к созданию подлинно международного абсолютного языка кино на основе его полного отделения от языка театра и литературы. »
— Dziga Vertov, L'Homme à la caméra

« À l'attention des spectateurs : ce film est une expérience de cinématographie de phénomènes visibles. Sans sous-titres (Film sans sous-titres), sans scénario (Film sans scénario), sans théâtre (Film sans décors, sans acteurs, etc.). Ce travail expérimental vise à créer un langage cinématographique absolu, véritablement international, fondé sur sa séparation complète du langage théâtral et littéraire. »
Le film présente le quotidien des habitants, du matin au soir, explorant diverses facettes du travail, des loisirs, de la ville,.
L'un des principaux personnages du film est un appareil cinématographique, dont le rôle est joué par la caméra française la plus populaire de ces années-là, la Debrie Parvo. Grâce à sa compacité, elle permettait de filmer depuis les lieux les plus inattendus, démontrant ainsi les possibilités de la « nouvelle vision ». Grâce à l'animation, la caméra sur le trépied « prend vie », devenant l'alter ego des créateurs du film.

## Fiche technique
- Titre original : Человек с киноаппаратом
- Titre francophone : L'Homme à la caméra
- Réalisation et scénario : Dziga Vertov
- Photographie : Mikhaïl Kaufman
- Montage : Yelizaveta Svilova
- Production : Studio Dovjenko, VUFKU
- Pays d'origine :  Union soviétique
- Format : noir et blanc - 1.33:1
- Durée : 68 minutes (version distribuée), 95 minutes (version alternative)[4]
- Dates de sortie : 
  - Union soviétique : 8 janvier 1929 (première mondiale à Kiev), 9 avril 1929 (première mondiale à Moscou)
  - France : juillet 1929 (Paris) (sortie limitée)

## Analyse
(février 2024).
- Si vous ne connaissez pas le sujet, laissez ce bandeau (vous pouvez alors contacter les auteurs).
- Si vous supprimez le contenu mis en cause (vous pouvez préalablement contacter les auteurs),

argumentez précisément cette suppression dans la page de discussion
(un manque de référence n'est pas un argument ; une recherche réelle de référence doit avoir été effectuée, être formellement documentée).

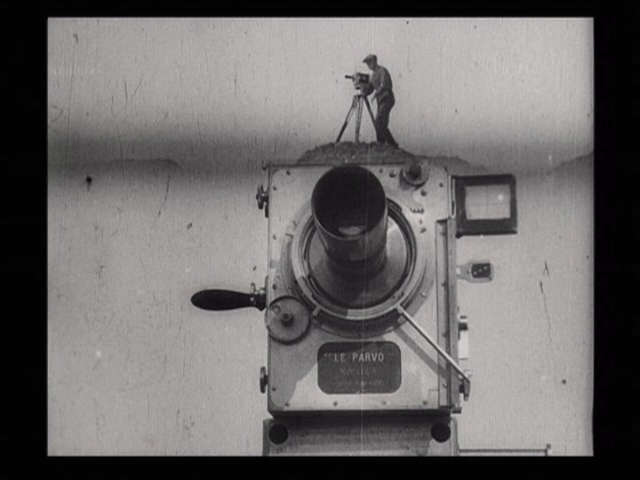
L'une des premières images du film : l'homme à la caméra, lui-même perché sur une caméra.

Le film est célèbre surtout par son approche très éclatée, la musicalité de son montage (pour un film muet), les nombreuses techniques cinématographiques utilisées (surimpression, superposition, accéléré, ralenti, etc.). Il est aussi célèbre pour sa mise en abyme (le film dans le film) : on suit l'opérateur tournant le film, on montre le montage d'une séquence de ce film et une autre scène présente un public regardant L'Homme à la caméra sur grand écran… Il illustre la théorie du cinéma de Vertov : le « cinéma-vérité. »
Mais au moment de sa sortie il n'a pas fait l'unanimité. Sergueï Eisenstein qualifie ces images de « coq-à-l'âne formalistes et de pitreries gratuites dans l'emploi de la caméra. »
L'esthétique du film est fortement marquée par les mouvements d'avant-garde de l'époque, principalement par le constructivisme. C'est un film tout à la fois documentaire et expérimental. On peut le considérer comme un manifeste de la recherche esthétique du cinéma d'avant-garde soviétique, encore indemne des contraintes artistiques que subiront par la suite les artistes d'URSS. 
Plusieurs images sont mémorables : celle d'un homme qui se promène avec une caméra sur trépied dans le dos, un œil en très gros plan en superposition avec celui d'un objectif de caméra, la surimpression d'un cadreur géant installé sur un toit…